# Le Grand Patron
Le Grand Patron est une série télévisée française, diffusée sur TF1 à partir du 11 octobre 2000, mettant en scène un chirurgien, Maxime Fresnay, et la vie à l'hôpital (15 épisodes). Elle a été rediffusée sur 13e rue, NRJ 12 et sur Chérie 25.

## Personnages principaux
- Francis Huster : Maxime Fresnay
- Gabrielle Lazure : Sophie Jansen
- Anne Jacquemin : Sophie Jansen (épisodes 1, 2 ,3 et 4)
- Jacques Spiesser : Vincent Fresnay
- Firmine Richard : Solange Gentil
- Claire Nebout : Georgia Elbaz
- Françoise Christophe : Annie Fresnay
- Coralie Zahonero : Raphaelle Darget
- Élodie Hesme : Corinne Millet
- Steve Kalfa : Simon Hellman
- Marine Danaux : Julie Fresnay

## Personnages secondaires
- Ilroy Plowright : Paco Dellaserra (épisode 1 - L'Esprit de famille  &  épisode 2 - Pari sur la vie). Enfant atteint de leucémie
- Natacha Lindinger : Elsa (épisode 8 - Entre deux rives). Médecin au Mali qui aura une relation avec Maxime Fresnay
- Claude Gensac : Rose (épisode 8 - Entre deux rives). Vieille femme devant se faire opérer de la cataracte
- Georges Neri : Robert Véron (épisode 10 - En quarantaine)
- Nadia Fossier : Charlotte Rocher (épisode 10 - En quarantaine)
- Guillaume Cramoisan : Marco Bonelli (épisode 10 - En quarantaine)
- Valérie Karsenti : Lisa (épisode 11 - Soupçons). Patiente qui se fait opérer d'un kiste et dont la fille est atteinte de TOC
- Christophe Reymond : Elsa (épisode 13 - edition spéciale). Docteur Grimond.

## Épisodes
1. L'Esprit de famille
2. Pari sur la vie
3. Vivre vite
4. La Loi du sang
5. Le Froid qui sauve
6. Cas de conscience
7. Le Rachat
8. Entre deux rives
9. Effets secondaires
10. En quarantaine
11. Soupçons
12. Eaux troubles
13. Édition spéciale
14. L'Ombre de la rue
15. Maldonne